# Actinodontium sprucei
Actinodontium sprucei är en bladmossart som beskrevs av Georg Friedrich von Jaeger 1877. Actinodontium sprucei ingår i släktet Actinodontium och familjen Daltoniaceae. Inga underarter finns listade i Catalogue of Life.